# The Cake
"The Cake" (em português: O Bolo) é o segundo single de Lloyd Banks para o seu segundo álbum, Rotten Apple. Conta com a participação especial do também rapper 50 Cent. Foi gravada em parceria com as gravadoras G-Unit Records e Interscope Records e escrita por Banks e Cent.
O videoclipe contém a participação de 50 Cent, Young Buck, Mobb Deep e outros figurantes. The Cake contém samples de "I Believe", produzida por Triumvirat.